# Liste von Sakralbauten in Breckerfeld
Die Liste von Sakralbauten in Breckerfeld enthält die Kirchengebäude und andere Sakralbauten in der Stadt Breckerfeld.

## Liste
| Bild           | Name                              | Lage (Stadt, Ortsteil) | Gründung, Bauzeit | Konfession bzw. Religion | Träger                   | Bemerkungen     |
| -------------- | --------------------------------- | ---------------------- | ----------------- | ------------------------ | ------------------------ | --------------- |
| Jakobus-Kirche | Jakobus-Kirche                    | Breckerfeld            | 14. Jahrhundert   | evangelisch              | EKvW, Kirchenkreis Hagen | Turm neu, 1923. |
| St. Jakobus    | St. Jakobus                       | Breckerfeld            |                   | römisch-katholisch       | Bistum Essen             |                 |
|                | Evangelische Dorfkirche Zurstraße | Breckerfeld            | um 1730           | evangelisch              |                          |                 |